# Хейзел-Парк
Хейзел-Парк (англ. Hazel Park) — город в округе Окленд (Мичиган, США). Согласно переписи 2010 года, население составляло 16 422 человека.

## История
Хейзел-Парк был зарегистрирован в качестве города в 1941 году.

## География
По данным Бюро переписи населения США, город имеет общую площадь в 7,3 км2.

## В культуре
Сцены из фильма «Бунтующая юность» снимались в Хейзел-Парке и его окрестностях. Действие двух романов, Band Fags! (2008) и Drama Queers! (2009), написанных уроженцем города — Фрэнком Энтони Полито, происходят в Хейзел-Парке 1980-х годов.